# Stanisław Gliwa

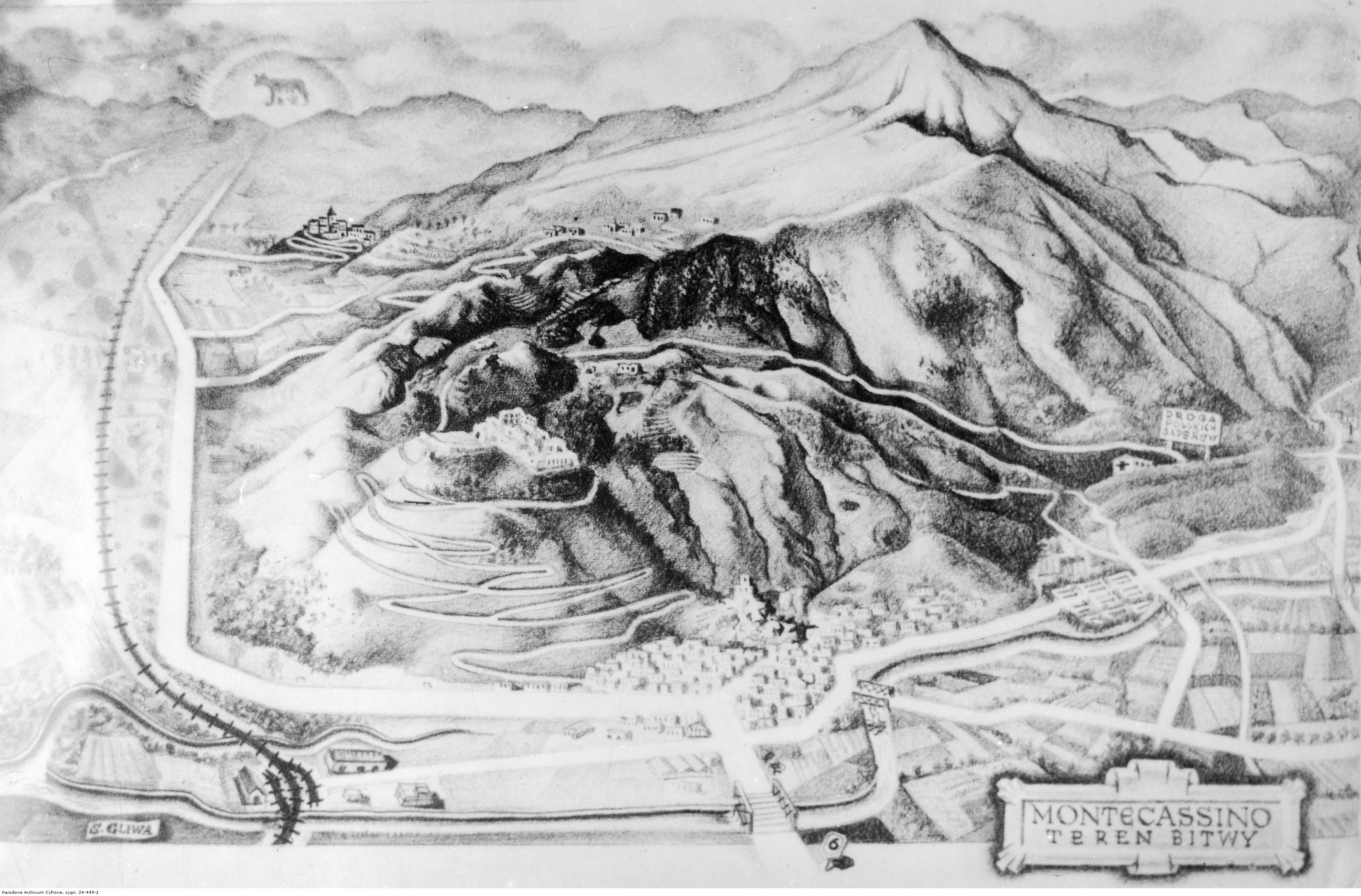
Monte Cassino – teren bitwy,
rys. Stanisław Gliwa

Stanisław Michał Gliwa (ur. 26 marca 1910 w Siedliskach, zm. 7 lipca 1986 w Londynie) – artysta-drukarz, linorytnik, właściciel wydawnictwa Officina Typographica.

## Życiorys
Pochodził z rodziny nauczycielskiej. Dzieciństwo spędził w Słocinie. Uczęszczał do gimnazjów w Rzeszowie i Strzyżowie. Następnie bez matury rozpoczął naukę w krakowskiej Szkole Sztuk Zdobniczych i Przemysłu Artystycznego. W tym czasie przystąpił do grupy artystycznej, nawiązującej do przedchrześcijańskiej historii Słowiańszczyzny – „Szczep Rogate Serce”. Pragnął bowiem poszerzyć wiedzę i umiejętności warsztatowe w zakresie plastyki. Jako „Rogate Serce” o pseudonimie „Kurhanin ze Słociny” uczestniczył w ruchach studenckich kontestujących akademię. Wskutek tego został zmuszony do przeniesienia się na taką samą uczelnię w Poznaniu. Po jej ukończeniu rozpoczął pracę nauczyciela rysunku w gimnazjum w Sosnowcu, a później w dokształcającej szkole zawodowej dla mężczyzn w Katowicach. 
Wybuch II wojny światowej zastał go na wojskowych ćwiczeniach saperskich. Jeszcze we wrześniu 1939 został internowany w Łucku. Przez dwa lata przebywał w sowieckich obozach jenieckich – Szepetówce, Nowogradzie, Żerebiłówce, Omelanach, Równem, Płoskirowie, Jarmolińcach, Starobielsku i Tockoje. W przetrwaniu pomogło mu zamiłowanie do rysunku. Będąc więźniem, tworzył podobizny współtowarzyszy niedoli i sowieckich oprawców. Wykonał wówczas ponad dwieście portretów ołówkiem i gwaszem.
W 1941 na mocy ustaleń porozumienia Sikorski-Majski mógł opuścić obóz i wstąpić do armii gen. Andersa, z którą przeszedł szlak bojowy w szeregach 2. Korpusu przez Iran, Irak, Syrię, Liban, Egipt do Włoch. Wtedy również rysował. Głównymi tematami jego prac były batalistyka i wizerunki towarzyszy broni – nierzadko karykatury. Pozostawał w dyspozycji Referatu Kultury i Prasy 2 Korpusu. Ilustrował pisma wojskowe, m.in. „Orła Białego” i „Taran”, oraz wykonywał różne prace graficzne i drukarskie. Już w Rzymie opracował graficznie pierwszy i trzeci tom monumentalnego dzieła Melchiora Wańkowicza Bitwa o Monte Cassino oraz album Ramię Pancerne Drugiego Korpusu.

Melchior Wańkowicz: Stanisław Gliwa miał niesłychanie rozwinięte poczucie inteligentnej kooperacji z tekstem, którego nigdy nie przytłumiał.

Po wojnie nie wrócił do Polski. W 1947 otrzymał zlecenie na projekt okładki, winiety i typografii miesięcznika „Kultura” oraz sygnetu Instytutu Literackiego. Po publikacji pierwszego numeru pisma jego wydawca – Jerzy Giedroyć – zrezygnował z zaproponowanej oprawy graficznej. Zaaprobował natomiast logotyp wydawnictwa, przedstawiający kolumnę jońską, który w niedługim czasie stał się znakiem rozpoznawczym druków emigracyjnych.
Pod koniec 1947 wyjechał z Rzymu do Londynu z zamiarem założenia własnej drukarni. Imał się wówczas różnych zajęć zarówno drukarskich jak edukacyjnych. Na początku lat 50. zatrudnił się w drukarni tygodnika „The Catholic Times”, a następnie offsetowej Rollprint. Wyższe zarobki umożliwiły mu zakup do domu urządzeń drukarskich i założenie jednoosobowego wydawnictwa Officina Typographica. Drukował w limitowanych nakładach pozycje artystyczne na tradycyjnej ręcznej prasie drukarskiej Albion z 1872 oraz prasie pedałowej Arab z 1920. Były to głównie tytuły polskie – książki i czasopisma – opracowane typograficznie i opatrzone przeważnie jego ilustracjami. Projektował i drukował również kartki okolicznościowe z motywami świątecznymi oraz odnoszące się do bieżących wydarzeń takich jak wybór kardynała Wojtyły na papieża, powstanie „Solidarności” i wprowadzenie stanu wojennego w Polsce.
W uznaniu zasług w dziedzinie drukarstwa artystycznego został przyjęty w 1963 do elitarnego stowarzyszenia „The London Chappel of Private Press Printers”. Ponadto jako jedyny cudzoziemiec przedstawił swoje prace na wystawie zorganizowanej z okazji obchodów 500-lecia drukarstwa angielskiego. Pokazywał druki również na ekspozycjach w Londynie, RFN i Polsce. Był współzałożycielem Bractwa Ekslibrisu Polskiego na Obczyźnie, powołanego w 1971. Za swoją działalność otrzymał szereg nagród.
Zmarł w Londynie. Urna z jego prochami została umieszczona w kolumbarium kościoła św. Andrzeja Boboli. 27 września 1997 za sprawą jego żony urna przybyła do Polski i następnie została złożona w grobie rodzinnym na cmentarzu parafialnym w Słocinie.

## Małżeństwo
W 1960 poślubił Marię z d. Lewandowską, primo voto Zielińską (1915–2009). Poznali się, kiedy oboje pracowali w szpitalu Mabledon Park w Tonbridge. Zamieszkali w New Eltham, na przedmieściach Londynu. Po jego śmierci Maria  przekazała Oficynie Drukarskiej Książnicy Miejskiej w Toruniu materiały potrzebne do wydania Sarmacji wg Schedla. 29 kwietnia 2010 spoczęła przy mężu w grobie w Słocinie.

## Wybrana twórczość

### Grafika
- Krzyż pod Monte Cassino, 1944
- Czołgi nad Chienti
- 1 Maj, 1948

### Pisarstwo
- Stanisław Gliwa o własnej oficynie wędrownej z siedmioma linorytami autora tudzież jego sygnetem drukarskim na okładce, wstęp – Andrzej Kłossowski, wyd. Towarzystwo Bibliofilów im. J. Lelewela w Toruniu, 1989

## Odznaczenia i nagrody
- Krzyż Kawalerski Orderu Odrodzenia Polski – nadany 1 stycznia 1986 przez prezydenta RP na uchodźstwie Edwarda Raczyńskiego „za zasługi położone w szerzeniu kultury polskiej”[6]
- Nagroda Fundacji im. Alfreda Jurzykowskiego (Stany Zjednoczone)
- Nagroda Fundacji im. Anny Godlewskiej (Szwajcaria)

## Gliwa w publikacjach
- Stanisław Gliwa (1910–1986) – Polski artysta książki na obczyźnie, wstęp – Roman Tomaszewski, wyd. Książnica Miejska im. Mikołaja Kopernika, Toruń 1987[7].
- Andrzej Kłossowski, Polskie oficyny wydawnicze na obczyznie, Warszawa, BN 1993.
- Maja Elżbieta Cybulska, Rozmowy ze Stanisławem Gliwą, wyd. Polska Fundacja Kulturalna, Londyn 1990.
- Wojciech Kaczorowski, Stanisław Gliwa typograf, Wrocław 1990.
- Janina Huppenthal, Sercem i dłonią – Spuścizna po Stanisławie Gliwie w zbiorach Książnicy Miejskiej im. Mikołaja Kopernika w Toruniu, Toruń 1994.
- Stanisław Gliwa artysta grafik, drukarz i typograf – wierny tradycji, Toruń 1997 – album ze 142. linorytami.
- Jan Wolski, Pisanie książek bez użycia pióra, Rzeszów 2006.
- Janina Huppenthal, Pamięci Marii i Stanisława Gliwów zasłużonych dla rozwoju i popularyzacji kultury polskiej na obczyźnie, Toruń 2010.
- Aleksander Kotlewski, O ekslibrisach Stanisława Gliwy, Toruń 2023.
- Joanna Hałaczkiewicz, Z Polski w świat. Sztuka książki Stanisława Gliwy, Kraków 2024.